# Passaporto nordcoreano
Il passaporto nordcoreano (조선민주주의인민공화국 려권) è il documento di viaggio internazionale che può essere rilasciato ai cittadini della Repubblica Democratica Popolare di Corea. Data la riluttanza del governo nordcoreano a far viaggiare i propri cittadini all'estero tali documenti sono rilasciati raramente.
Il passaporto di servizio o diplomatico, una volta usato, dev'essere riconsegnato alle autorità che lo ridaranno al proprietario solo in occasione di un ulteriore viaggio.  
Il passaporto ordinario non viene mai rilasciato in assenza di un permesso speciale ed è sempre accompagnato da un visto di uscita. Inoltre, prima del rientro in patria, al possessore deve essere rilasciato un ulteriore permesso da parte dell'autorità diplomatica nordcoreana presente nel Paese visitato. 
Con un passaporto nordcoreano si possono visitare 39 Paesi senza necessità di visto o con visto all'arrivo.